# Ustertag

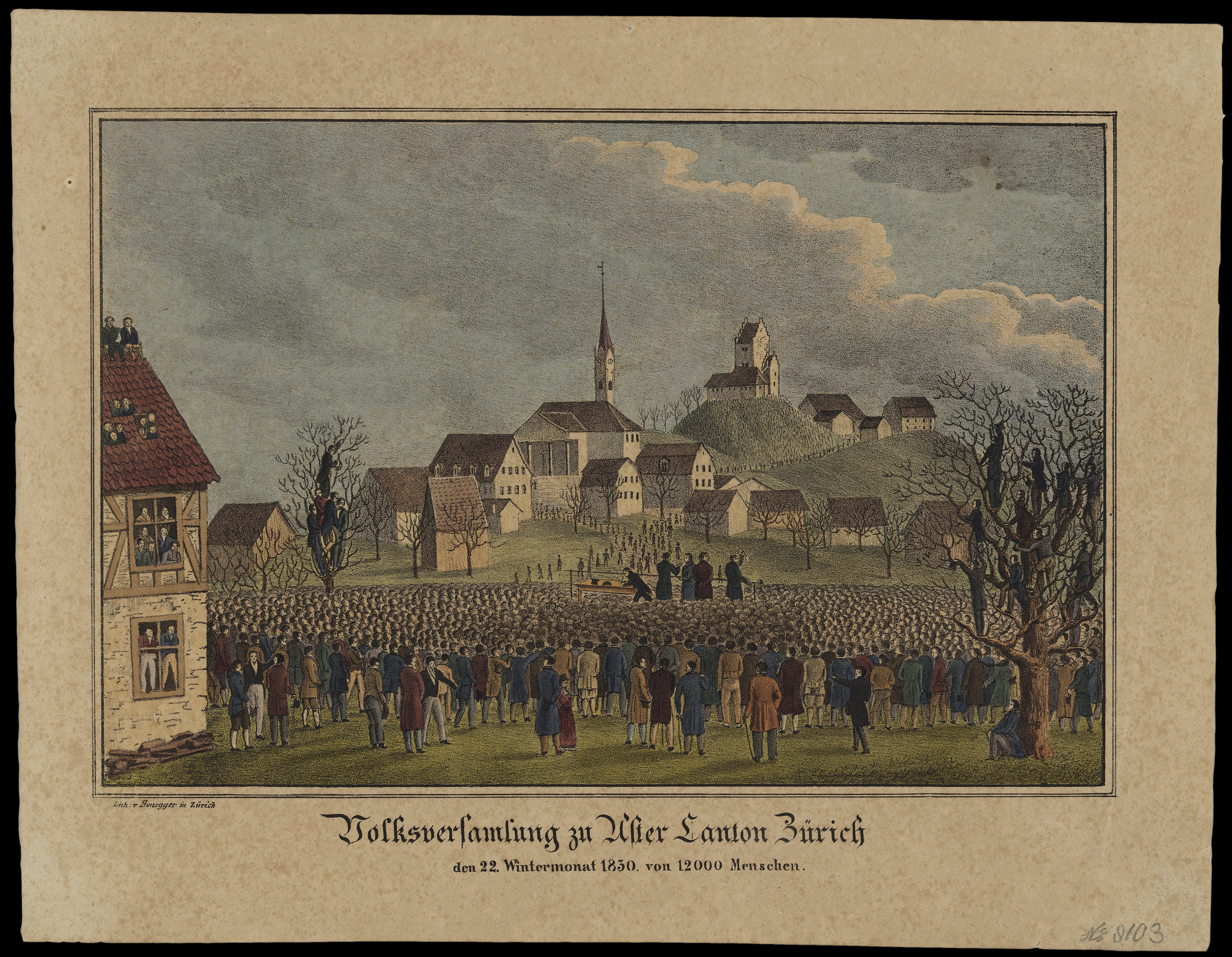
Die Versammlung in Uster am 22. November 1830 auf einem zeitgenössischen Bild

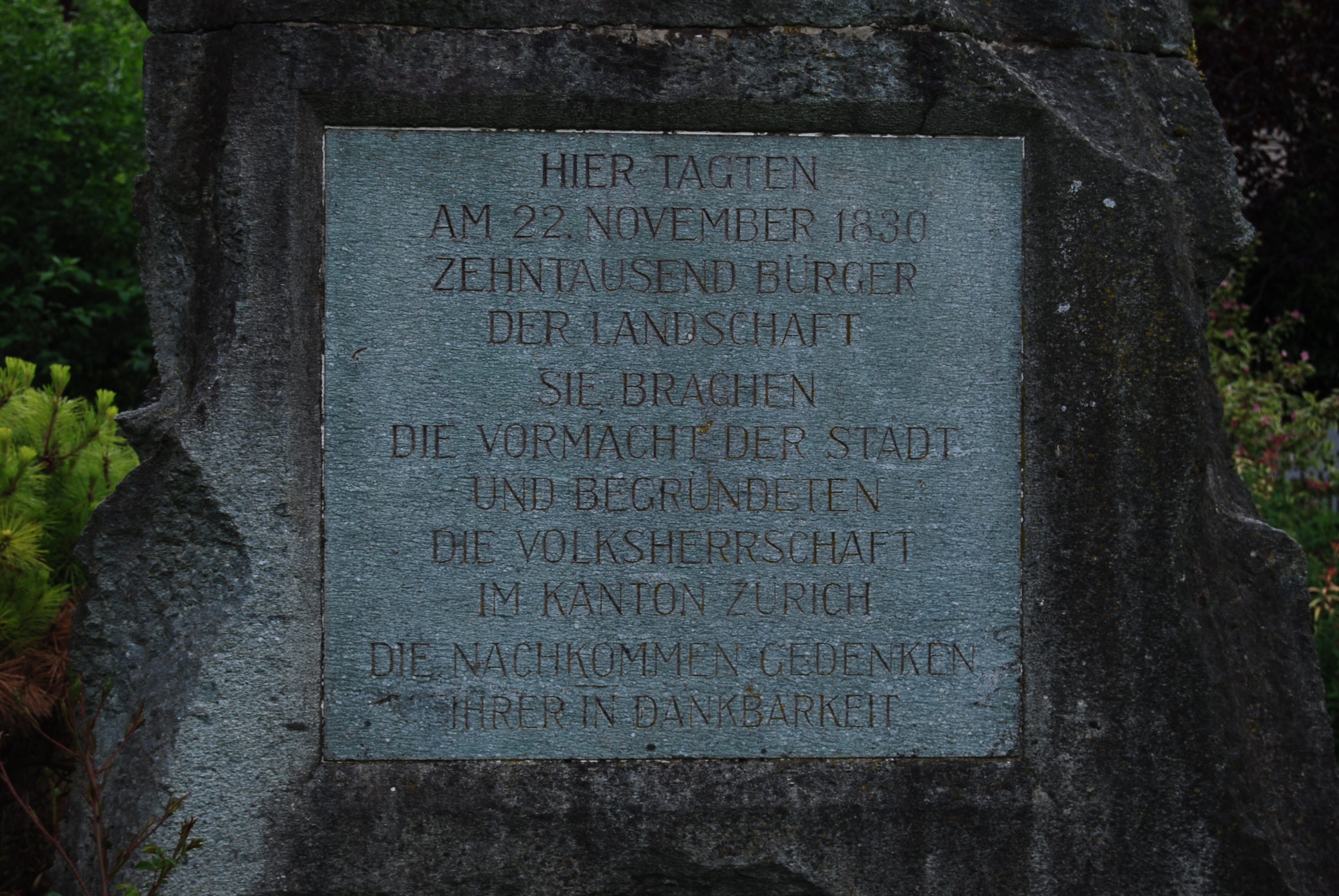
Inschrift auf der Gedenktafel des Ustersteins

Am 22. November 1830 versammelten sich auf dem Zimiker-Hügel in Uster rund zehntausend Männer der zürcherischen Landschaft und verlangten mit dem «Memorial von Uster» eine neue Verfassung. Das Hauptanliegen war die Gleichstellung von Stadt und Land. Der Ustertag darf wegen seiner Wucht, seiner Zielgerichtetheit und der Schnelligkeit der Ereignisse als Revolution bezeichnet werden. Er bedeutete die politische Wende zum modernen Kanton Zürich.

Der Ustertag von 1830 hatte eine deutliche Auswirkung auf die damalige Schweiz und die Bundesverfassung von 1848. Jährlich wird das Ereignis in der reformierten Kirche von Uster mit einem prominenten Hauptredner gefeiert. 1994 sprach der damalige Bundesrat und Vorsteher des EMD, Kaspar Villiger: 

„Uster ist für die moderne Schweiz, was Sempach für die Alte Eidgenossenschaft: ein entscheidender Durchbruch. Uster ist ein Beleg dafür, dass unser Volk in seiner Geschichte immer wieder die Kraft zur Erneuerung gefunden hat, ohne darüber seine historische und politische Identität zu verlieren.“

Auf den Ustertag folgte 1832 der Usterbrand. Als reaktionäre Gegenbewegung gilt der Züriputsch 1839.